# Aegocera rectilineoides
Aegocera rectilineoides är en fjärilsart som beskrevs av Rothschild 1921. Aegocera rectilineoides ingår i släktet Aegocera och familjen nattflyn. Inga underarter finns listade i Catalogue of Life.